# Evelina Raselli
Evelina Raselli, född den 3 maj 1992 i Poschiavo i Schweiz, är en schweizisk ishockeyspelare.
Hon tog OS-brons i damernas ishockeyturnering i samband med de olympiska ishockeytävlingarna 2014 i Sotji.